# Chanteloup-en-Brie
Pour les articles homonymes, voir Chanteloup et Brie.
Chanteloup-en-Brie  est une commune française située dans le département de Seine-et-Marne, en région Île-de-France. Elle fait partie de la ville nouvelle Marne-la-Vallée.

## Géographie

### Localisation

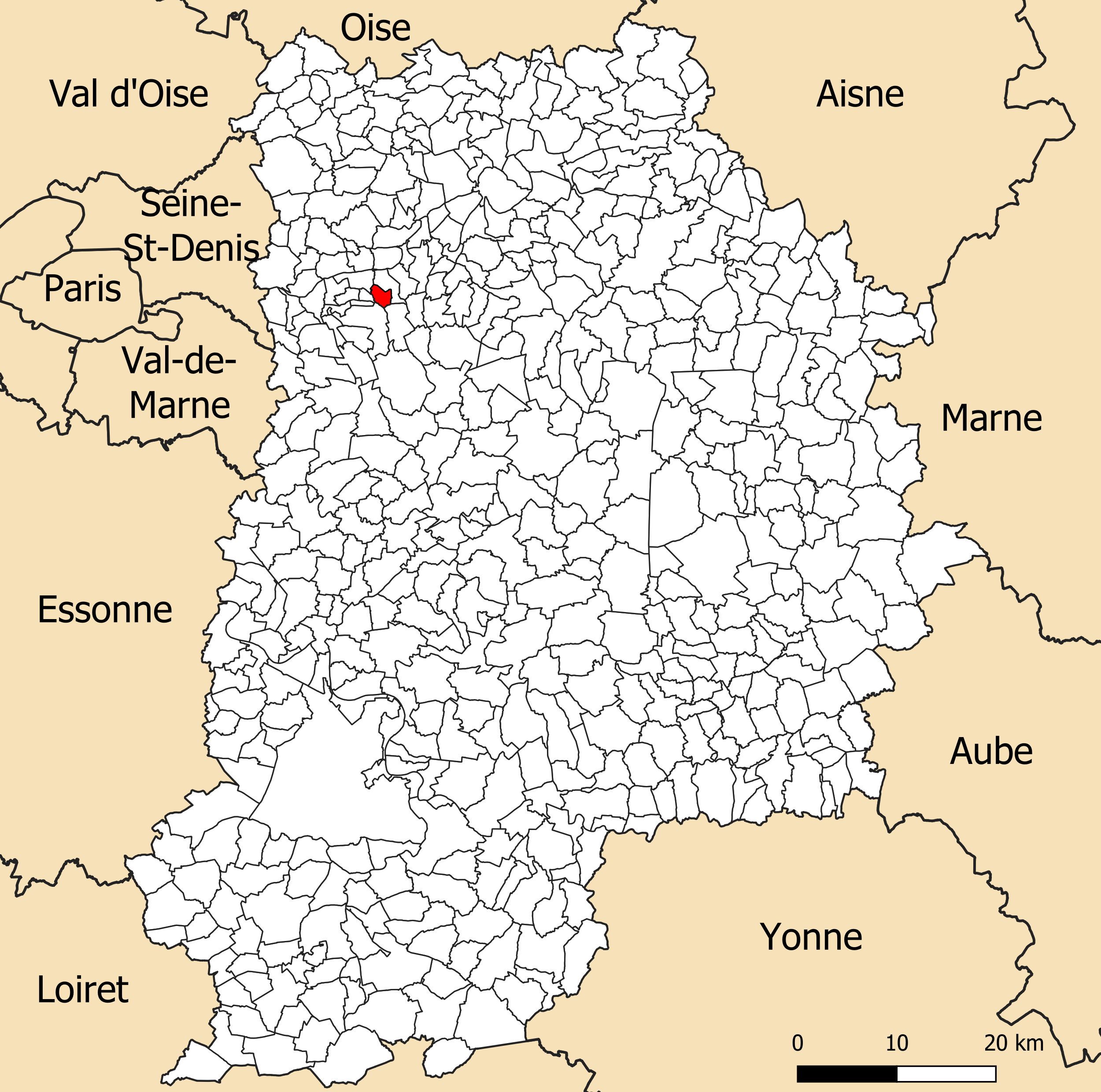
Localisation de la commune de Chanteloup-en-Brie dans le département de Seine-et-Marne.

La commune de Chanteloup-en-Brie est située à environ 36,5 km par la route,. à l'est du centre de Paris.
Elle est proche du parc à thème Disneyland Paris (environ 6,9 kilomètres).

### Communes limitrophes
| Lagny-sur-Marne      |                    | Montévrain |
| Conches-sur-Gondoire | Chanteloup-en-Brie |            |
| Bussy-Saint-Georges  |                    | Jossigny   |

### Géologie et relief
L'altitude de la commune varie de 90 mètres à 124 mètres pour le point le plus haut, le centre du bourg se situant à environ 118 mètres d'altitude (mairie). Elle est classée en zone de sismicité 1, correspondant à une sismicité très faible.

### Hydrographie

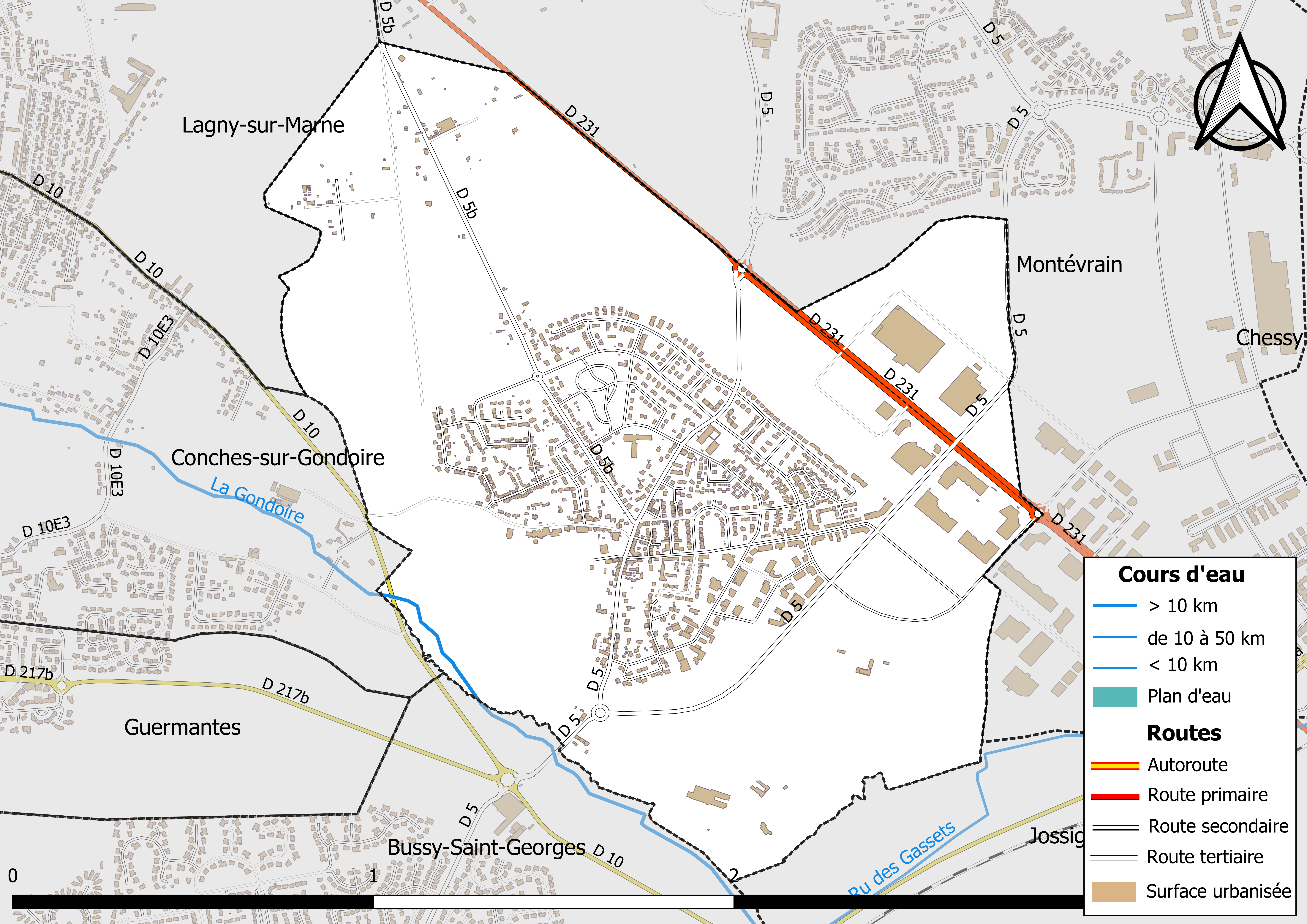
Carte des réseaux hydrographique et routier de Chanteloup-en-Brie.

Le système hydrographique de la commune se compose d'un seul cours d'eau référencé : la Gondoire, longue de 12,11 km, qui se jette dans un bras de la Marne au niveau de la commune de Torcy.
Sa longueur totale sur la commune est de 0,43 km.

### Climat
Pour des articles plus généraux, voir Climat de l'Île-de-France et Climat de Seine-et-Marne.
En 2010, le climat de la commune est de type climat océanique dégradé des plaines du Centre et du Nord, selon une étude du CNRS s'appuyant sur une série de données couvrant la période 1971-2000. En 2020, Météo-France publie une typologie des climats de la France métropolitaine dans laquelle la commune est exposée à un climat océanique altéré et est dans une zone de transition entre les régions climatiques « Sud-ouest du bassin Parisien » et « Nord-est du bassin Parisien ».
Pour la période 1971-2000, la température annuelle moyenne est de 10,7 °C, avec une amplitude thermique annuelle de 15 °C. Le cumul annuel moyen de précipitations est de 726 mm, avec 11 jours de précipitations en janvier et 7,8 jours en juillet. Pour la période 1991-2020, la température moyenne annuelle observée sur la station météorologique la plus proche, située sur la commune de Torcy à 6 km à vol d'oiseau, est de 12,1 °C et le cumul annuel moyen de précipitations est de 716,4 mm,. Pour l'avenir, les paramètres climatiques de la commune estimés pour 2050 selon différents scénarios d'émission de gaz à effet de serre sont consultables sur un site dédié publié par Météo-France en novembre 2022.

### Milieux naturels et biodiversité
Aucun espace naturel présentant un intérêt patrimonial n'est recensé sur la commune dans l'inventaire national du patrimoine naturel,,.

## Urbanisme

### Typologie
Au 1er janvier 2024, Chanteloup-en-Brie est catégorisée grand centre urbain, selon la nouvelle grille communale de densité à sept niveaux définie par l'Insee en 2022.
Elle appartient à l'unité urbaine de Paris, une agglomération inter-départementale regroupant 407  communes, dont elle est une commune de la banlieue,,. Par ailleurs la commune fait partie de l'aire d'attraction de Paris, dont elle est une commune du pôle principal,. Cette aire regroupe 1 929 communes,.

### Lieux-dits et écarts
La commune compte 12 lieux-dits administratifs répertoriés consultables ici dont le Bois-de-Chigny, Fontenelle.

### Occupation des sols
En 2018, le territoire de la commune se répartit en 36,2 % de terres arables, 27,2 % de forêts, 23,2 % de zones urbanisées, 11,9 % de zones industrielles commercialisées et réseaux de communication et 1,5 % de zones agricoles hétérogènes,.

### Logement
En 2016, le nombre total de logements dans la commune était de 1 345 dont 62,7 % de maisons et 37 % d’appartements.
Parmi ces logements, 95 % étaient des résidences principales, 0,8 % des résidences secondaires et 4,1 % des logements vacants.
La part des ménages propriétaires de leur résidence principale s’élevait à 64,4 % contre 35,1 % de locataires, dont 14,7 % de logements HLM loués vides (logements sociaux) et 0,5 % logés gratuitement.

### Voies de communication et transports

#### Transports
La commune est desservie par la ligne d’autocars :
- 02 : Lagny-sur-Marne - Gare de Lagny-Thorigny - Serris - Gare de Val d'Europe ;
- 22 : Serris - Gare de Val d'Europe - Bussy-Saint-Georges - Gare de Bussy-Saint-Georges ;

## Toponymie
Le nom de la localité est mentionné sous la forme Cantilupus au XIIe siècle ; Ecclesia de Cantilupe en 1195 ; Chantulupa en 1213 ; Champdelou en 1250 ; Domus fortis de Chantelou en 1250 ; Chantelou en 1281 ; Chantellou au XVIe siècle,.
Toponyme médiéval issu de l'ancien français chante lou « chante loup ». Ce type toponymique, très répandu, désigne des endroits où l'on pouvait entendre le hurlement des loups. Probablement du latin Cantulupo, c'est-à-dire (« endroit où chantent les loups »). Ce toponyme très fréquent aurait plutôt un rapport avec le chant de l’alouette, « Chanteloup » venant de la déformation de Chantaloue.

## Histoire
Chanteloup n'a aucune histoire connue jusqu'au XIIe siècle, qui vit la fondation de l'église primitive connue dès 1195. La paroisse ne date que du XIIIe siècle. En 1789, le village fait partie de la fondation et de la généralité de Paris ; il est régi par la coutume de Paris. L’église paroissiale, dédiée au saint Sauveur, appartient au diocèse de Paris. En 1820, les productions de son terroir sont en grains, avec un moulin (Bourcier) sur le ruisseau (Gondoire). Le moulin de Chanteloup en bois a été détruit par le feu au XIXe siècle. Il y a, à l’époque, 98 habitants, pratiquement le même nombre qu’en 1726.
La fête patronale Saint-Eutrope, le 30 avril, a été reportée au premier dimanche de mai. C’est la fête du patron du pays et non de l’église. Les jeunes gens de 16 ans étaient « reçus garçons ». Il y avait une grande messe, pain bénit et cortège pour aller l’offrir aux notables. Un biscuit de Savoie, piqué de fleurs naturelles, était réservé au châtelain. Un « bouquet des gars », payé par la munificence du châtelain et des notables en échange du pain bénit, se déroulait ensuite. Puis, après, on faisait deux ou trois fois le tour du village avant de se retrouver, le soir, au bal.
Le Château de Fontenelle existait déjà au XIIIe siècle. C’était alors un fief dépendant, comme le village, de l’abbaye de Lagny. En 1500, Nicolas de Neuviel Sentifer est qualifié seigneur de D’heuil et de Fontenelle. Deux siècles avant, ce lieu appartenait à M. de Valence, conseiller au Parlement. En 1785, il passa à François Lory, contrôleur des guerres de la maison du Roy, régiment des Gardes suisses, mort en 1817 à Fontenelle. Les derniers maîtres du château furent les familles de Junquières et celle du célèbre photographe Cartier-Bresson. Le château actuel fut reconstruit au siècle dernier.
Le recensement de 1709 compte 92 habitants, celui de 1745, 108. Curieusement, il n'en reste que 88 en 1801. En nombre croissant, la population de Chanteloup dépasse aujourd’hui un peu plus de 2 000 habitants. La commune s’est distinguée de l’urbanisation de l’Île-de-France. En préservant son « poumon vert » représenté par les 70 hectares du bois de Chigny, en créant un centre de village autour de l’église, de la mairie, en conservant le plus fidèlement possible le style briard. Elle a su maintenir le caractère rural d’un village bien que faisant partie intégrante du périmètre de la ville nouvelle de Marne-la-Vallée. En 1930, Chanteloup dénombre 191 habitants. Le village est desservi par le train de Lagny à Mortcerf (marchandises seulement) et par l’autobus qui effectue le même trajet (route de Provins). Un autre train (1872-1954) traverse le village (route de la Ferme-du-Pavillon) pour transporter les betteraves de Chessy à la râperie de la Jonchère. Cette dernière sera désaffectée en 1964.
L’urbanisation nouvelle s’est faite avec sagesse et raison. La commune a connu une réelle croissance en 1960 avec la construction du lotissement « Mulot » comprenant 70 maisons. Les ZAC du Bois-de-Chigny, du Village, du Moulin-Bourcier, le lotissement de la Gondoire, le Parc d’activités du Gasset, le centre-village avec ses commerces sont des réalisations que beaucoup de communes envient. Elles sont souvent montrées en exemple. Cette urbanisation permet de dénombrer aujourd’hui une soixantaine d’entreprises, artisans et commerces employant plus de 300 salariés. Cette évolution d’activités devra se développer encore dans un très proche avenir par la création d’un parc d’activités de 30 hectares le long de la D 23 1 (route de Provins). La vie associative intense et variée permet aux nouveaux habitants de se rattacher à un village qui devient leur village et de se fondre avec les anciens habitants dans le creuset chanteloupien.
En 2023 la commune se dote d'un hymne : La Chanteloupienne, une composition de Frédéric Gombert.

## Politique et administration
En 2003, la commune a reçu le label « Ville Internet @ ».

### Liste des maires

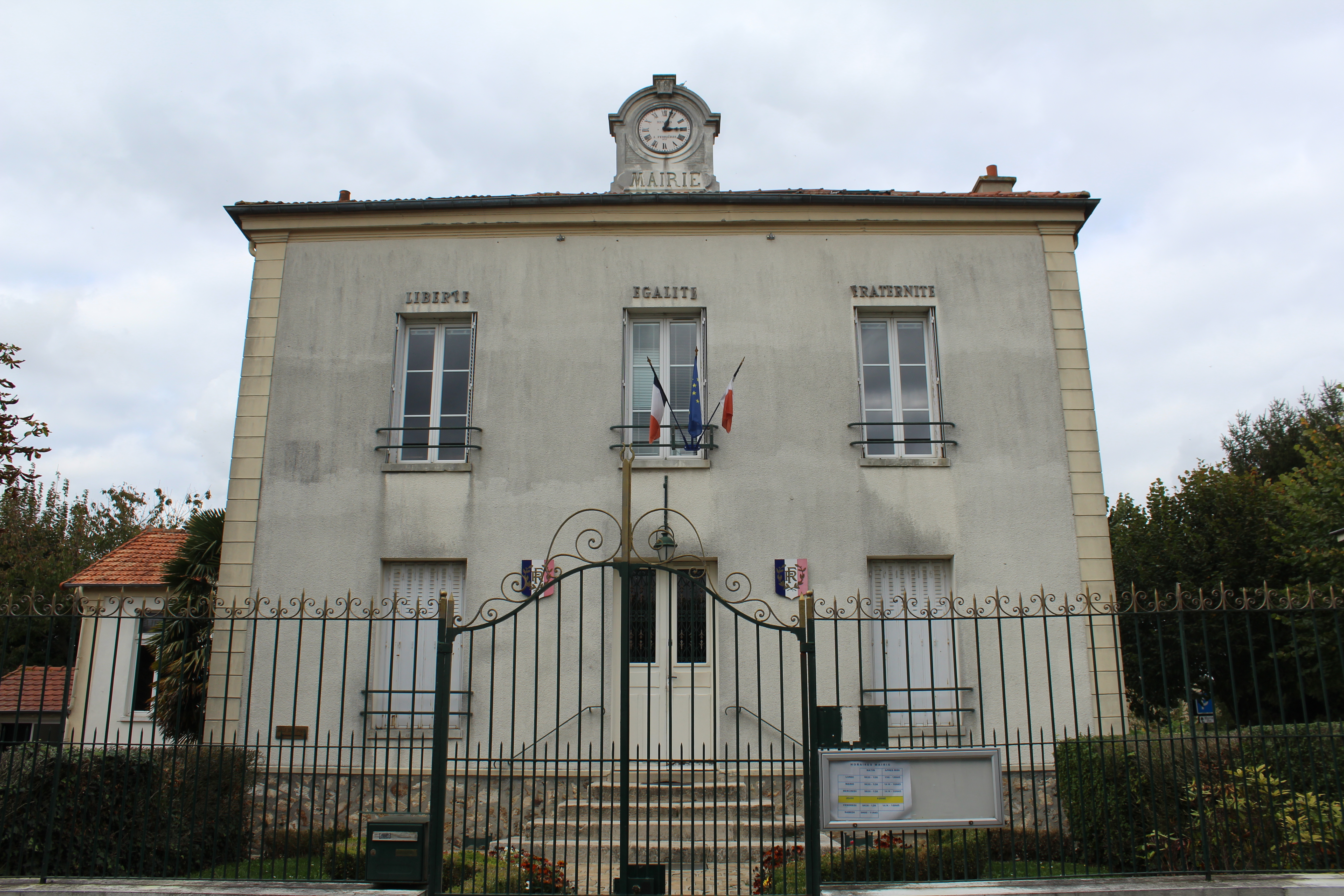
La mairie.

| Période                                  | Période       | Identité           | Étiquette | Qualité                                  |
| ---------------------------------------- | ------------- | ------------------ | --------- | ---------------------------------------- |
| Les données manquantes sont à compléter. |               |                    |           |                                          |
| octobre 1947                             | mars 1959     | René Poulain       |           |                                          |
| mars 1959                                | 1970          | Antoinette Chocq   |           |                                          |
| 1970                                     | 1971          | Magnien            |           |                                          |
| 1971                                     | 1973          | Mme Akiline        |           |                                          |
| 1973                                     | mars 1977     | Mme Fevre          |           |                                          |
| mars 1977                                | novembre 2006 | Gérard Willaume    | PS        | Retraité, maire honoraire Démissionnaire |
| novembre 2006                            | mai 2020      | Marcel Oulès       | SE        | Retraité de La Poste                     |
| mai 2020                                 | En cours      | Olivier Colaisseau | DVD       | Chef d'entreprise                        |

## Population et société

### Démographie
L'évolution du nombre d'habitants est connue à travers les recensements de la population effectués dans la commune depuis 1793. Pour les communes de moins de 10 000 habitants, une enquête de recensement portant sur toute la population est réalisée tous les cinq ans, les populations de référence des années intermédiaires étant quant à elles estimées par interpolation ou extrapolation. Pour la commune, le premier recensement exhaustif entrant dans le cadre du nouveau dispositif a été réalisé en 2005.

En 2022, la commune comptait 4 166 habitants, en évolution de +9,32 % par rapport à 2016 (Seine-et-Marne : +3,92 %, France hors Mayotte : +2,11 %).
| 1793 | 1800 | 1806 | 1821 | 1831 | 1836 | 1841 | 1846 | 1851 |
| ---- | ---- | ---- | ---- | ---- | ---- | ---- | ---- | ---- |
| 79   | 88   | 88   | 93   | 98   | 111  | 104  | 144  | 124  |

| 1856 | 1861 | 1866 | 1872 | 1876 | 1881 | 1886 | 1891 | 1896 |
| ---- | ---- | ---- | ---- | ---- | ---- | ---- | ---- | ---- |
| 119  | 147  | 169  | 186  | 201  | 182  | 208  | 203  | 197  |

| 1901 | 1906 | 1911 | 1921 | 1926 | 1931 | 1936 | 1946 | 1954 |
| ---- | ---- | ---- | ---- | ---- | ---- | ---- | ---- | ---- |
| 196  | 180  | 169  | 177  | 191  | 178  | 159  | 226  | 252  |

| 1962 | 1968 | 1975 | 1982 | 1990  | 1999  | 2005  | 2006  | 2010  |
| ---- | ---- | ---- | ---- | ----- | ----- | ----- | ----- | ----- |
| 266  | 384  | 414  | 463  | 1 222 | 1 780 | 1 870 | 1 860 | 2 121 |

| 2015  | 2020  | 2022  | - | - | - | - | - | - |
| ----- | ----- | ----- | - | - | - | - | - | - |
| 3 775 | 4 017 | 4 166 | - | - | - | - | - | - |

## Économie

### Revenus de la population et fiscalité
En 2018, le nombre de ménages fiscaux de la commune était de 1 325 (dont 73 % imposés), représentant 3 959 personnes et la  médiane du revenu disponible par unité de consommation  de 26 540 euros, le 1er décile étant de 14 830 euros avec un rapport interdécile de 2,8.

### Emploi
En 2018, le nombre total d’emplois dans la zone était de 1 458, occupant 1 886 actifs  résidants (dont 10,3 % dans la commune de résidence et 89,7 % dans une commune autre que la commune de résidence).
Le taux d'activité de la population (actifs ayant un emploi) âgée de 15 à 64 ans s'élevait à 75,6 % contre un taux de chômage de 6,6 %.
Les 17,8 % d’inactifs se répartissent de la façon suivante : 10,5 % d’étudiants et stagiaires non rémunérés, 2,9 % de retraités ou préretraités et 4,5 % pour les autres inactifs.

### Secteurs d'activité

#### Entreprises et commerces
En 2019, le nombre d’unités légales et d’établissements (activités marchandes hors agriculture) par secteur d'activité était de 395 dont 15 dans l’industrie manufacturière, industries extractives et autres, 41 dans la construction, 128 dans le commerce de gros et de détail, transports, hébergement et restauration, 20 dans l’Information et communication, 13 dans les activités financières et d'assurance, 19 dans les activités immobilières, 74 dans les activités spécialisées, scientifiques et techniques et activités de services administratifs et de soutien, 48 dans l’administration publique, enseignement, santé humaine et action sociale et 37  étaient relatifs aux autres activités de services.
- Parc d’activités du Gasset - ZAE du Chêne Saint-Fiacre - Centre commercial du "Clos du Chêne".
- Commerces de proximité : centre-ville : boulangerie, agence postale communale, tabac

En 2020, 86 entreprises ont été créées sur le territoire de la commune, dont 54 individuelles.
Au 1er janvier 2021, la commune disposait de 64 chambres d’hôtels dans un établissement et ne possédait aucun terrain de  camping.

## Culture locale et patrimoine

### Monuments et lieux remarquables
La commune compte un monument répertorié à l'inventaire des monuments historiques (Base Mérimée) : le jardin d'agrément et parc du domaine de Fontenelle,  Inscrit MH.

### Autres lieux et monuments
- L’église Saint-Eutrope : L’édifice actuel, encore en mauvais état il y a des années, restauré complètement au XVIIIe siècle, a fait l’objet, en 1987, d’un complet ravalement extérieur et de la réfection totale de la couverture ainsi que d’une rénovation intérieure méticuleuse et bénévole[32]. Depuis, Nicole Michigan, artiste peintre de renom, y a réalisé des fresques liturgiques sur le thème central de la « transfiguration ». Il convient d’ajouter le patrimoine mobilier classé suivant : 
  - une statuette de saint Eutrope en pierre polychrome du XVe siècle récemment restaurée[45] ;
  - une cloche du XIIIe siècle, la plus ancienne du département. Sur celle-ci, on peut lire une inscription en lettres gothiques Ego vocor petrvs miles de chantv lvpi, qui peut se traduire par « Moi, je m’appelle Pierre, chevalier de Chanteloup »[32],[46] ;
  - une statue d’un Christ en croix en bois taillé et peint (Au-dessus de la porte de sacristie)[47] ;
  - un chandelier en bronze doré à sept branches dont une centrale   (Chœur)[48].
- Le château de Fontenelle existait déjà au XIIIe siècle. C’était alors un fief dépendant, comme le village, de l’abbaye de Lagny. En 1500, Nicolas de Neuviel Sentifer est qualifié seigneur de D’heuil et de Fontenelle. Deux siècles avant, ce lieu appartenait à M. de Valence, conseiller au Parlement. En 1785, il passa à François Lory, contrôleur des guerres de la maison du Roy, régiment des gardes suisses, mort en 1817 à Fontenelle. Les derniers maîtres du château furent les familles de Junquières et celle du célèbre photographe Cartier-Bresson. Le château actuel fut reconstruit au siècle dernier[32]. Monseigneur Roncalli, le futur pape Jean XXIII, y séjourna alors qu’il était nonce apostolique à Paris. Depuis, maison de retraite, le château de Fontenelle est la propriété de l’œuvre de l’hospitalité familiale[32].
- Le Louvard : construit à la fin du XVIIIe siècle, cette propriété - remarquable pour sa grille et ses arbres centenaires - a été la propriété du peintre Kees van Dongen au début du XXe siècle.
- Le château situé au rond-point du bois de Chigny qui fut, en 1900, une maison de santé[32].
- Le bois de Chigny (dont le nom vient, par altération, de chêne) servit de toile de fond à ces deux derniers édifices et fut victime, durant de nombreuses décennies, de sévères défrichements[32].

### Personnalités liées à la commune
- Henri Cartier-Bresson : photographe
- Kees van Dongen : peintre
- Maurice Boitel : peintre
- Lilian Nalis : footballeur
- Ernest Guillou, compositeur
- Frédéric Gombert, compositeur
- Kethleen Vincent, Karaté

### Héraldique
|  | Les armes de Chanteloup-en-Brie se blasonnent ainsi : Parti : au 1) de gueules au loup passant d’argent posé en pal, au 2) d’azur semé de fleurs de lys d’or aux deux fasces ondées d’argent brochant sur le tout. Armes parlantes. |

La pièce senestre représente le blason de Seine-et-Marne.